# Almirante Condell (FF-06)
La Almirante Carlos Condell (FF-06) ex HMS Marlborough es una de las tres fragatas clase Duke adquiridas por la Armada de Chile a la Royal Navy para sustituir a las antiguas pero eficaces fragatas Clase Leander adquiridas también a la Royal Navy. Su actual comandante es el Capitán de Fragata Rodrigo Daneck Guerra.

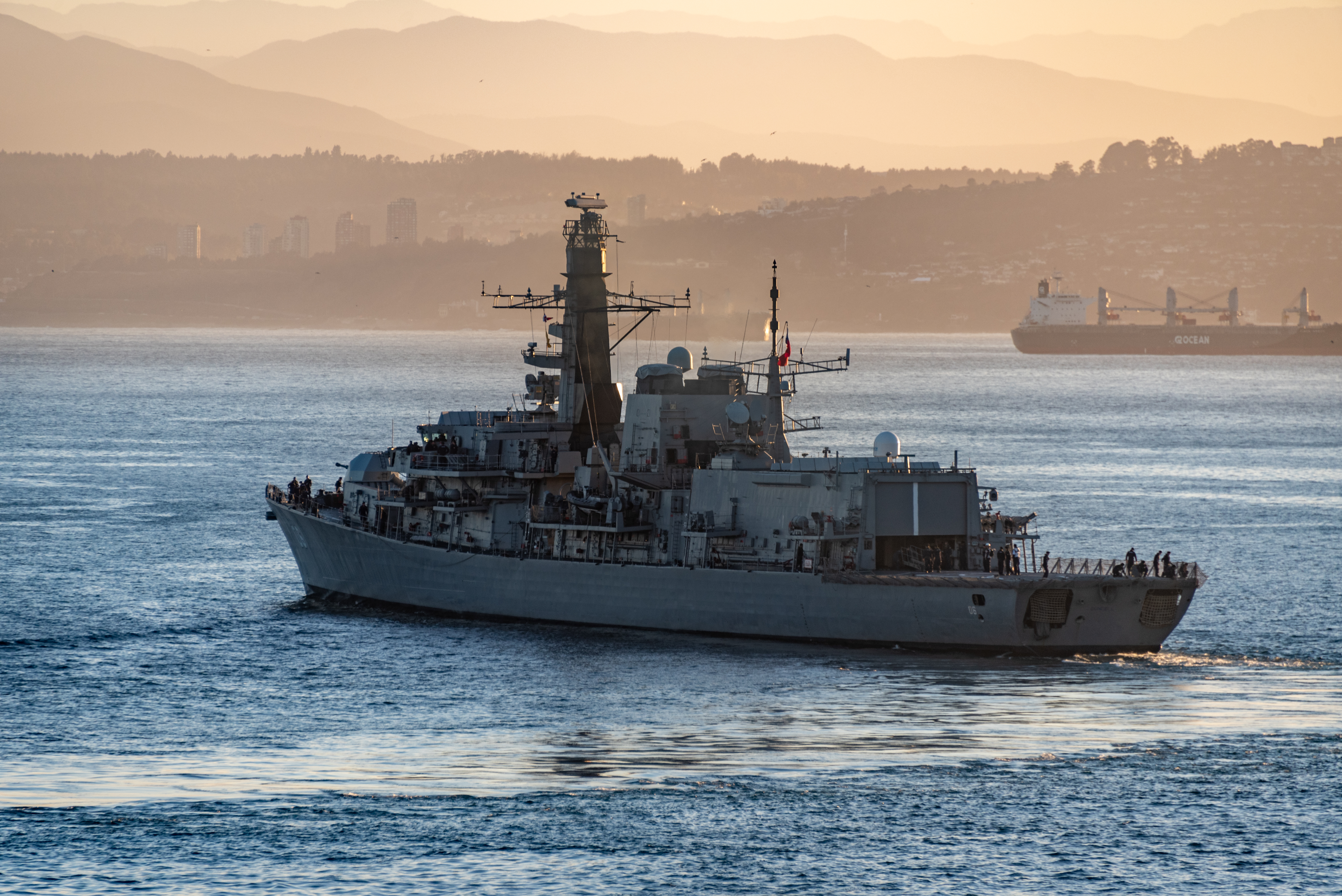
El Almirante Carlos Condell en el año 2019.

Puede desarrollar una velocidad máxima de 28 nudos (la HMS Sutherland alcanzó 34.4 nudos durante su viaje de pruebas).
Actualmente se encuentra en trabajos de actualización de los directores de tiro 911 por parte de BAE SYSTEMS y los radares 996 por parte de SISDEF.